# Turki bin Muhammad bin Fahd Al Sa'ud
Turkī bin Muḥammad bin Fahd Āl Saʿūd (in arabo تركي بن محمد بن فهد بن عبد العزيز آل سعود‎?; Riyad, 5 ottobre 1979) è un principe, imprenditore e filantropo saudita, membro della famiglia reale Āl Saʿūd.

## Primi anni di vita e formazione
Il principe Turki è nato a Riad il 5 ottobre 1979 ed è il figlio maggiore del principe Muhammad bin Fahd Al Sa'ud, figlio primogenito del defunto re Fahd ed ex governatore della Provincia Orientale e di Jawahir bint Nayef Al Sa'ud, sorella dell'attuale principe ereditario. Egli è quindi pronipote di re Salman.
È stato educato presso la Scuola Dhahran, un'istituzione internazionale di proprietà della direzione scolastica della compagnia petrolifera Saudi Aramco. Nel 1998 si è iscritto all'Università Re Faysal dove nel 2002 ha conseguito una laurea in giurisprudenza.

## Incarichi
Il principe Turki ha diversi incarichi pubblici: è vicepresidente del Consiglio della fondazione dell'Università Principe Muhammad bin Fahd. Istituito nel 2006, questo ateneo privato con sede ad Al-Khobar è altamente innovativo, centrato sullo studente, in rapida crescita e con diversi docenti internazionali e uomini d'affari di spicco della Provincia Orientale che seguono i suoi corsi.
Presiede il comitato esecutivo della Fondazione Principe Mohammed bin Fahd per lo Sviluppo Umanitario. Questa fondazione aiuta le comunità in vari modi. Ad esempio, assiste i giovani della Provincia Orientale a trovare un'occupazione adeguata. Durante i mesi estivi, organizza programmi per gli studenti per imparare l'inglese e i linguaggi di programmazione.
È presidente del comitato del Collegio Principe Sultan bin Abd al-Aziz per non vedenti, un istituto che promuove opportunità di apprendimento per le persone con questo tipo di disabilità. Ha fondato anche un'organizzazione che offre opportunità agli orfani.

## Attività imprenditoriali
Il principe è presidente della Compagnia di servizi educativi TAALEM.  È anche vicepresidente della Saudi Arabian Amiantit Company, che è stata fondata nel 1968 e ha sede a Dammam. Insieme alle sue controllate, l'azienda ha sviluppato in un importante gruppo industriale diversificato che produce e vende tubi e prodotti correlati in tutto il mondo. Il gruppo è composto da trenta impianti di produzione, sei aziende tecnologiche, quattro fornitrici di materiali e otto filiali di fornitura e di ingegneria in diversi paesi in tutto il mondo. Inoltre, ha una vasta rete di vendita e assistenza che risponde alle esigenze dei clienti in più di settanta paesi.

## Memoria di re Fahd
Recentemente, il principe Turki ha organizzato un evento commemorativo a Riad in onore di suo nonno, il defunto re Fahd. Questo evento comprendeva una mostra interattiva sulla vita del sovrano. Era esposta la sua collezione personale di automobili, decorazioni e sciarpe, documenti ufficiali, manoscritti e più di mille fotografie, alcune delle quali messe a disposizione del pubblico per la prima volta. Re Salman in persona ha inaugurato la mostra il 31 marzo.
Più di 85 000 visitatori, provenienti da tutti i paesi del Consiglio di cooperazione del Golfo, tra cui molti membri della famiglia reale e alcuni leader internazionali, hanno visitato la manifestazione. Grazie al suo successo, la mostra diventerà parte permanente del Museo Re Fahd allestito dalla Fondazione Re Fahd.

## Vita personale
Il principe Turki nel 2005 si è sposato con la principessa Jawahir, figlia del generale Turki bin Abd Allah bin Mohammed, e ha tre figlie: Nouf (nata nel 2007), Luluwah (nata nel 2009) e Nora (nata nel 2010).